# Гарпе (дворянский род)
Гарпе (нем. von Harpe) — дворянский род.

## Происхождение и история рода
Братья Карл-Иоганн, Вильгельм и Август Гарпе возведены в потомственное дворянское достоинство Священной Римской Империи грамотой Имперского Викария Фридриха-Августа III, курфюрста Саксонского 02.10.1790.
В архивах хранятся Дипломы Императрицы Екатерины I Отто-Вильгельму Гарпе на шляхетство Герцогства Эстляндского (вар.1) и Герцогства Лифляндского (вар.2) и прозвание «фон Гарпе» (по прошению от 20.05.1726).

## Известные представители
- Гарпе, Август Васильевич — Георгиевский кавалер; полковник; № 2207; 26 ноября 1810.
- Гарпе, Василий Иванович (1762—1814) — российский командир эпохи наполеоновских войн, генерал-майор.
- Гарпе, Йозеф (Josef Harpe, 1887—1968) — генерал-полковник вермахта.
- Гарпе, Карл Карлович — Георгиевский кавалер; подполковник; № 1512; 26 ноября 1803.
- Гарпе, Маргарета (род.1944) – шведский драматург и режиссёр.
- Рихард фон Гарпе (1917—1945) — немецкий офицер-подводник, капитан-лейтенант кригсмарине. Кавалер Немецкого креста в золоте.[1]